# Pachuca

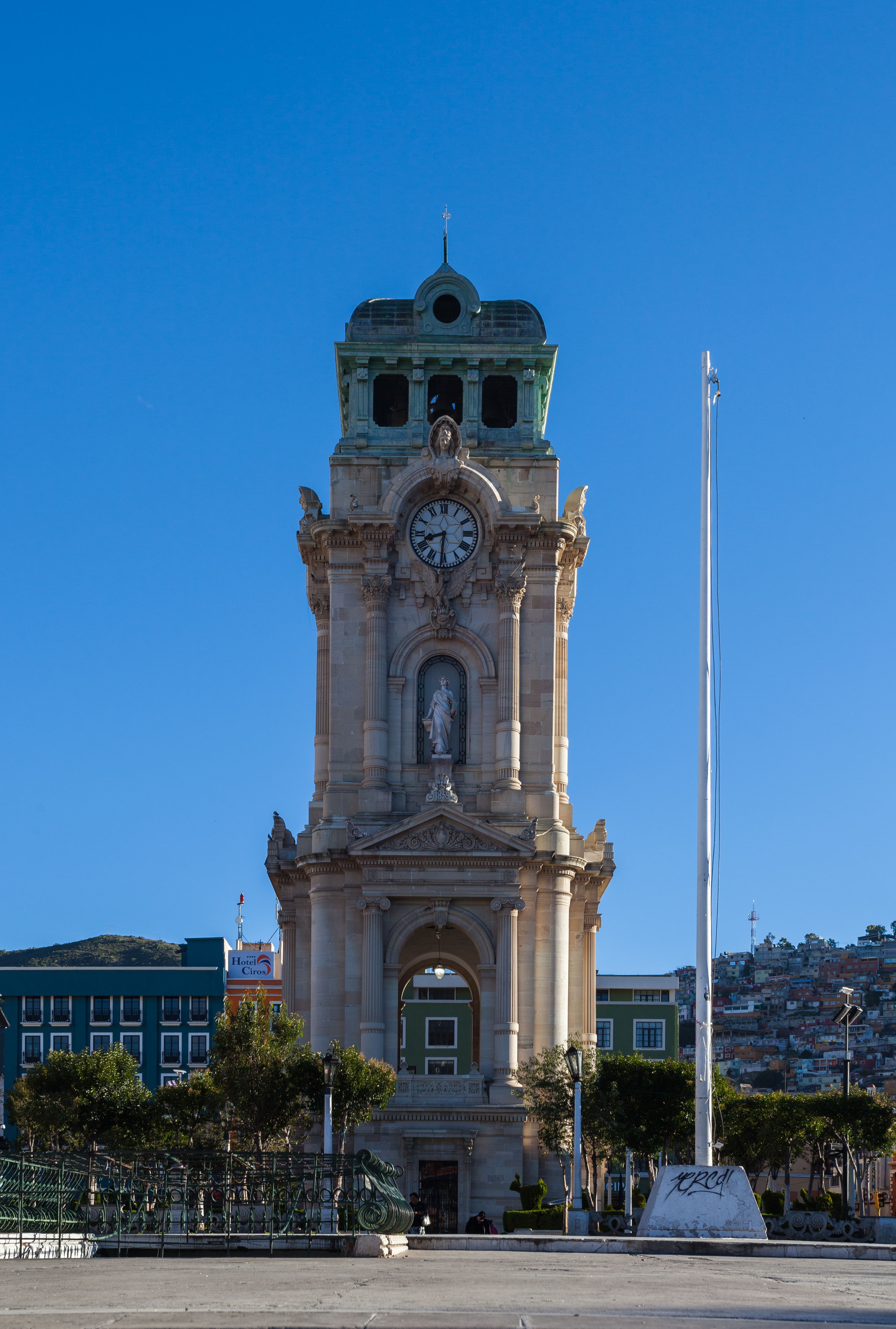
Reloj Monumental

Pachuca de Soto, (Nahuatl: Pachoacan, Otomí: Njünthe) is de hoofdstad van de Mexicaanse deelstaat Hidalgo. De plaats heeft 267.751 inwoners (census 2005) en is de hoofdplaats van de gemeente Pachuca de Soto.
Pachuca wordt de "wieg van het voetbal van Latijns-Amerika" genoemd. Voetbal is hier geïntroduceerd door arbeiders uit het Engelse Cornwall. Er is nog steeds Engelse architectuur te zien in Pachuca. De paste, een sandwich gevuld met hamburger, aardappelen of ander eten, is een lokaal gerecht dat de Engelse invloeden laat zien.
De stad trekt weinig toeristen, maar er zijn wel een aantal bezienswaardigheden, zoals de Reloj Monumental, een klokkentoren uit 1904, het Central Cultural Hidalgo en het nationaal fotografiemuseum.
Een 'Pachuca' is in het Spaans een pokerterm voor een hand die niets waard is.
- Biblioteca Nacional de España: XX5646547
- Bibliothèque nationale de France: cb155560006 (data)
- Gemeinsame Normdatei: 4524420-0
- Library of Congress Control Number: n80150123
- MusicBrainz: d05cb8af-d748-477a-8bc4-cc037cf7d40f
- National Archives and Records Administration: 10037358
- Nationale Bibliotheek van Tsjechië: ge319698
- Nationale Bibliotheek van Israël: 987007564313805171
- Système universitaire de documentation: 084663715
- Virtual International Authority File: 154773261
- WorldCat: E39PBJfh3x84MpxFKM87hqgtKd